# 2-й Новогоголівський проїзд (Житомир)
2-й Новогоголівський проїзд — проїзд в Корольовському районі міста Житомир.

## Розташування
Розташований у завокзальній частині міста. Бере початок від Київського шосе. Завершується перехрестям з Новогоголівською вулицею.

## Історія
Станом на початок ХХ століття місцевості за місцем розташування майбутнього проїзду притаманна заболоченість. Виник і отримав назву у 1957 році. Станом на 1968 рік проїзд та його забудова сформовані.